# Любечане
Любечане — село в Климовском районе Брянской области России. Входит в состав Брахловского сельского поселения.
Стало известно после того как формирования Русского добровольческого корпуса (РДК) провели рейд в Брянской области 2 марта 2023 года. Помимо Любечан было захвачено село Сушаны. Затем контроль над сёлами был восстановлен.

## География
Село находится в юго-западной части Брянской области, в зоне хвойно-широколиственных лесов, в пределах Полесской низменности, при автодороге 15К-1202, вблизи государственной границы с Украиной, на расстоянии примерно 9 километров (по прямой) к юго-востоку от Климова, административного центра района. Абсолютная высота — 155 метров над уровнем моря.

### Климат
Климат характеризуется как умеренно континентальный, с умеренно тёплым летом и относительно мягкой зимой. Среднегодовая многолетняя температура воздуха составляет 5,2 °С. Средняя температура воздуха самого тёплого месяца (июля) — 18,2 °C (абсолютный максимум — 36 °C); самого холодного (января) — −8,1 °C (абсолютный минимум — −37 °C). Безморозный период длится в среднем 158 дней. Среднегодовое количество атмосферных осадков составляет 590 мм, из которых большая часть выпадает в тёплый период. Снежный покров держится в течение 113 дней.

### Часовой пояс
Село Любечане, как и вся Брянская область, находится в часовой зоне МСК (московское время). Смещение применяемого времени относительно UTC составляет +3:00.

## Население
| 2010 | 2013 |
| ---- | ---- |
| 264  | ↘236 |

### Национальный состав
Согласно результатам переписи 2002 года, в национальной структуре населения русские составляли 93 % из 343 чел.

## Церковь
- Церковь Михаила Архангела (существовала  с 1780 по 1920)

## Спорт
Имеется футбольная команда.